# 제프 맨쉽
제프리 마이클 맨쉽(Jeffrey Michael Manship, 1985년 1월 16일 ~ )은 미국의 야구 선수이자, 전 KBO 리그 NC 다이노스의 투수이다.

## 미국 프로야구 시절
마이너리그에서는 선발로, 메이저리그에서는 주로 불펜에서 활약했다. 2008년까지는 마이너리그를 전전하는 상황이었으나 2009년 미네소타 트윈스에서 메이저리그에 데뷔하며 계투진에서 활동하기 시작했다. 빅리그 데뷔까지는 좋았으나 그 이후 그다지 눈에 띄는 모습을 보여주지 못했다. 그러나 클리블랜드 인디언스로 이적한 2015년부터는 꽤 인상적인 활약을 보여주었다. 2015 시즌 그는 이적 첫 해 32경기에 등판해 39.1이닝, 1승, 3홀드, 평균자책점 0.92, WHIP 0.76의 활약을 펼쳤다. 2016년에는 불펜에서 53경기에 등판해 43.1이닝, 2승 1패, 6홀드, 평균자책점 3.12, WHIP 1.43의 기록을 보여주었다. 특히 2016 시즌에는 포스트시즌 엔트리에도 포함되어 2016 아메리칸리그 챔피언 결정전에 출전해 1.1이닝 무실점을 기록했으며 2016년 월드 시리즈 2경기에서 1이닝 무실점을 기록하기도 했다. 2시즌 동안 85경기에 출전해 82.2이닝, 3승 1패, 9홀드, 69탈삼진, 32사사구, 평균자책점 2.07을 기록했다.
다만 유의할 점은 눈에 띄는 클래식 스탯과 달리 세부 스탯은 성적과 꽤 괴리가 나타난다는 것이다. 겉으로는 2015 시즌에 ERA 0점대를 찍으며 특급 활약을 한 것처럼 보이지만 당시 BABIP(인플레이 타구 안타 비율)는 .192로, 통산 BABIP보다.102나 낮았다. 또한 잔루율은 91.2%를 기록하며 엄청난 수치를 보여주었다. 피홈런/패스트볼도 통산 성적보다 거의 10%p나 낮은 3.6%이라는 스탯을 보여주며 운이 어느 정도 작용한 시즌이라는 것을 드러냈다. 분명 2015년 이후부터 늘어난 K%, 줄어든 BB%, 낮아진 피안타율을 통해 제구나 구위 면에서 어느정도 향상되었음을 보여주었지만, 이전보다 극단적으로 내려간 세부 스탯을 설명하기에는 충분하지 않았다. 결국 실질적인 FIP(수비무관 방어율)는 방어율보다 3배가량 높은 2.63이었고, 호성적에도 fWAR(대체 선수 이상의 승수)은 0.6에 불과했다. 2015 시즌의 성적이 플루크라는 것을 증명이나 하듯이 2016년에는 대체적으로 성적이 나빠졌다. 평균자책점은 여전히 3점대 초반을 유지하였으나 BABIP은 .266, 잔루율은 80.5%정도로 돌아갔다. 엄청났던 홈런 억제 능력도 피홈런/패스트볼이 평년 수준인 14.9%로 돌아오며 다시 제자리로 돌아왔다. 전체적으로 예년 수준보다 나은 모습을 보여주긴 했으나 FIP은 5.11을 기록했다. 그 결과 불펜에서 43.1이닝, 평균자책점 3.12의 준수한 성적을 기록했음에도 불구하고 fWAR은 -0.3에 그쳤다.
2016년에 클리블랜드 인디언스에서 그에게 76만 달러의 연봉을 지출했지만 그다지 효율을 느끼지 못했고, 2017 시즌에는 연봉조정 대상자가 되어 예상 연봉을 1억 2,000만 달러로 추정했기에 가격 대비 큰 메리트를 느끼지 못했다. 또한 적지 않은 나이의 불펜 투수라는 점, 그리고 2016년 7월 오른쪽 손목 부상으로 인해 부상자 명단에 포함된 전력 등을 고려하여 그를 논텐더로 방출시켰다.

## 한국 프로야구 시절

### NC 다이노스시절
2017년부터 재크 스튜어트를 대체할 투수로 영입되었다. 4월에 6전 6승을 기록하며 4월 MVP를 수상하였다. 2017 시즌 12승 4패, 평균자책점 3.67을 기록하고 NC 다이노스와 재계약에 실패했다. 와일드카드 결정전에서 1경기에 선발 등판해 평균자책점 6.75로 부진했고, 준플레이오프에서 1경기에 선발 등판하여 평균자책점 0으로 부활하는 듯 하였으나 플레이오프에서 2경기에 불펜투수로 등판해 1승 1패 평균자책점 21.60으로 최악의 피칭을 기록했다.
그의 대체 선수로 왕웨이중, 로건 베렛이 영입됐다.